# آلینا حبه
آلینا حبه (عربی: ألينا حبة‎، متولد ۲۵ مارس ۱۹۸۴) وکیل متولد آمریکا و عراقی الاصل است. او یکی از وکلایی است که در دادگاه‌ها برای دونالد ترامپ کار می‌کند.

## زندگی
والدین او عرب کاتولیک عراقی هستند که در اوایل دهه هشتاد از عراق به آمریکا پناهنده شدند. پدرش سعد حبه متخصص امراض گوارشی است. در سال ۲۰۰۲ از مدرسه کنت فارغ‌التحصیل شد. در دانشگاه لیگی شرکت کرد و در سال ۲۰۰۵ با مدرک لیسانس علوم سیاسی فارغ‌التحصیل شد. بین سالهای ۲۰۰۵ و ۲۰۰۷ در صنعت مد در تولید لوازم جانبی و بازاریابی با مدیران مارک جیکوبز کار کرد. سپس به دانشکده حقوق رفت و در سال ۲۰۱۰ از دانشکده حقوق مشترک المنافع دانشگاه ویدنر فارغ‌التحصیل شد. پس از اتمام دانشکده از ۲۰۱۰ تا ۲۰۱۱ منشی حقوقی یوجین جی. کدی جونیور رئیس دادگاه عالی مدنی ایالت اسکس، نیوجرسی بود.